# Soudal–Quick-Step Devo Team
Soudal–Quick-Step Devo Team (UCI kód: SQD) je belgický cyklistický UCI Continental tým, jenž vznikl v roce 2015 jako amatérský. V roce 2022 získal statut UCI Continental týmu. Od roku 2023 slouží jako rozvojový tým UCI WorldTeamu Soudal–Quick-Step.

## Soupiska týmu
K 1. lednu 2023
- Lars Craps (BEL) (* 17. října 2001)
- Siebe Deweirdt (BEL) (* 8. května 2002)
- Benjamin Eckerstorfer (AUT) (* 12. ledna 2004)
- Gil Gelders (BEL) (* 16. prosince 2002)
- Senne Hulsmans (BEL) (* 22. října 2003)
- Jan Kino (BEL) (* 8. února 2003)
- William Junior Lecerf (BEL) (* 15. října 2002)
- Gust Lootens (BEL) (* 29. ledna 2001)
- Andrea Raccagni Noviero (ITA) (* 26. ledna 2004)
- Pepijn Reinderink (NED) (* 4. května 2002)
- Federico Savino (ITA) (* 10. července 2004)
- Leander Van Hautegem (BEL) (* 9. března 2003)
- Warre Vangheluwe (BEL) (* 23. července 2001)
- Jonathan Vervenne (BEL) (* 27. května 2003)
- Jordi Warlop (BEL) (* 4. června 1996)

## Vítězství na národních šampionátech
2023
 Belgická časovka do 23 let, Jonathan Vervenne
 Nizozemský silniční závod do 23 let, Pepijn Reinderink